# Pfeilitzer genannt Franck

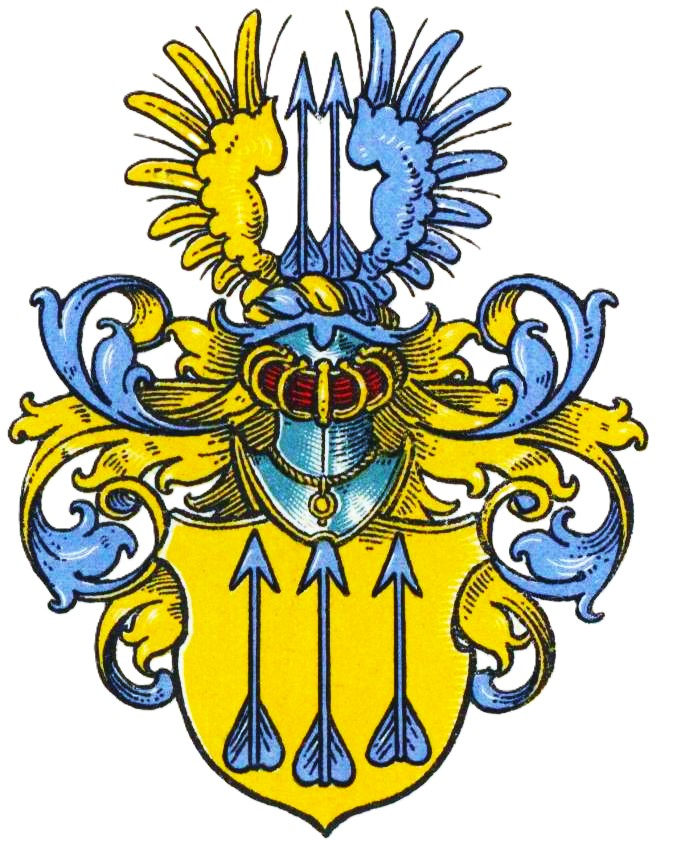
Wappen derer von Pfeilitzer genannt Frank im Wappenbuch des Westfälischen Adels

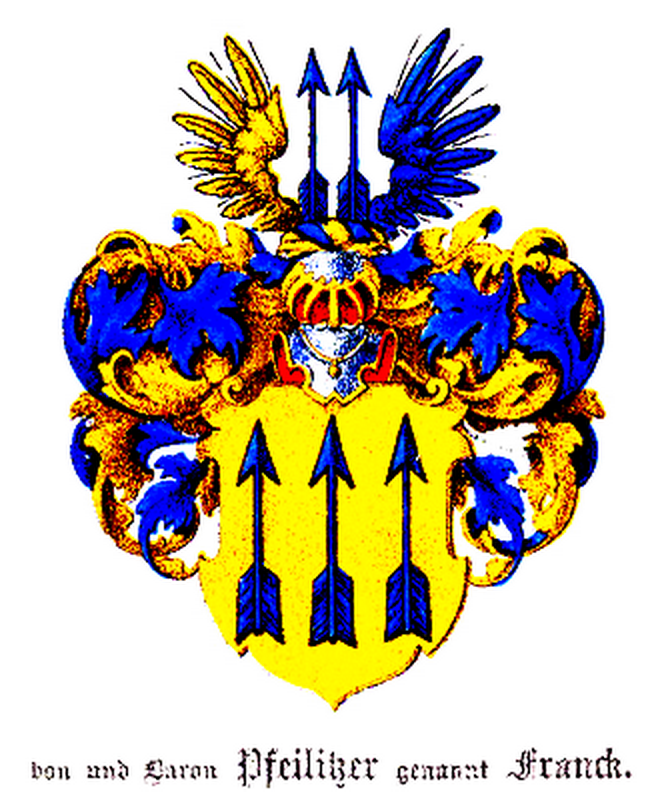
Wappen derer von Pfeilitzer genannt Franck im Baltischen Wappenbuch

Pfeilitzer genannt Franck ist der Name eines baltischen Adelsgeschlechts.

## Geschichte
Als Stammland der Familie wird Westfalen präferiert, Franken jedoch nicht ausgeschlossen. Mit Nicolaus (Claus) Franken, der in den Jahren 1400 und 1407 mit vom Deutschen Orden belehnt Land bei Kandau, Paddern und Puhren in Kurland erscheint, wird das Geschlecht urkundlich zuerst genannt und beginnt auch seine Stammreihe. Mit Claus Francke wurde das Geschlecht im Jahre 1482 zuerst in Livland urkundlich genannt. Der dänische Kapitän Sylvester von Franke stifte 1567 eine dänische Linie. Am 17. Oktober 1620 wurde die Familie mit Johann Francke bei der I. Klasse der Kurländischen Ritterschaft (Nr. 55) und am 12. Februar 1724 in die III. Klasse der Estländischen Ritterschaft (Nr. 271) immatrikuliert. Seit Mitte des 18. Jahrhunderts wird auch der Namen Pfeilitzer geführt. Der kurländische Linie ist durch Senatsukase vom 18. Mai 1834 und 3. April 1862 der Freiherrnstand zuerkannt worden. Das Geschlecht ist im Mannesstamme vermutlich erloschen.

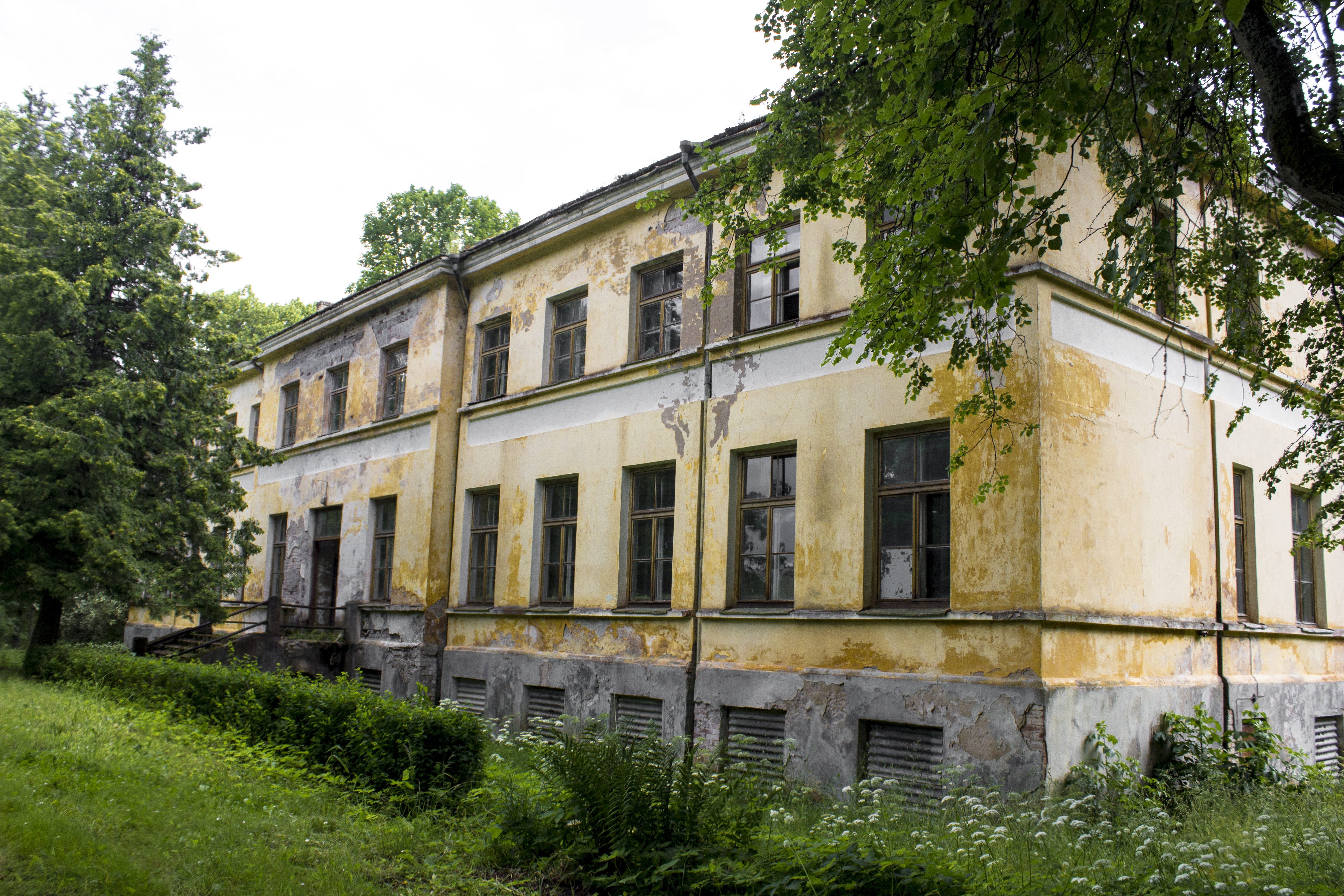
Herrenhaus Strutteln

Die Familie war seit 1482 zu Strutteln begütert, verfügte weiterhin über Grundbesitz zu Sturhof, Francks-Sessau, Ogley und Langerwald, der sämtlich 1920 im Zuge der Landreform von der Republik Lettland entschädigungslos eingezogen wurde.

## Angehörige
- Franz George von Pfeilitzer gen. Franck (1688–1770), kurländischer Landmarschall und Oberburggraf
- Nikolaus Reinhold Pfeilitzer genannt Franck (1713–1799), kursächsischer General der Infanterie
- Otto Hermann von Pfeilitzer-Franck (1788–1844), russischer Oberst und Zivilgouverneur

## Wappen
Blasonierung: In Gold pfahlweise nebeneinander drei blaue Pfeile. Auf dem Helm mit blau-goldenem Wulst mit blau-goldenen Decken zwei Pfeile wie im Schild zwischen einem offenen rechts goldenen, links blauen Flug.